# 烏爾湖
61°56′4″N 34°5′1″E / 61.93444°N 34.08361°E

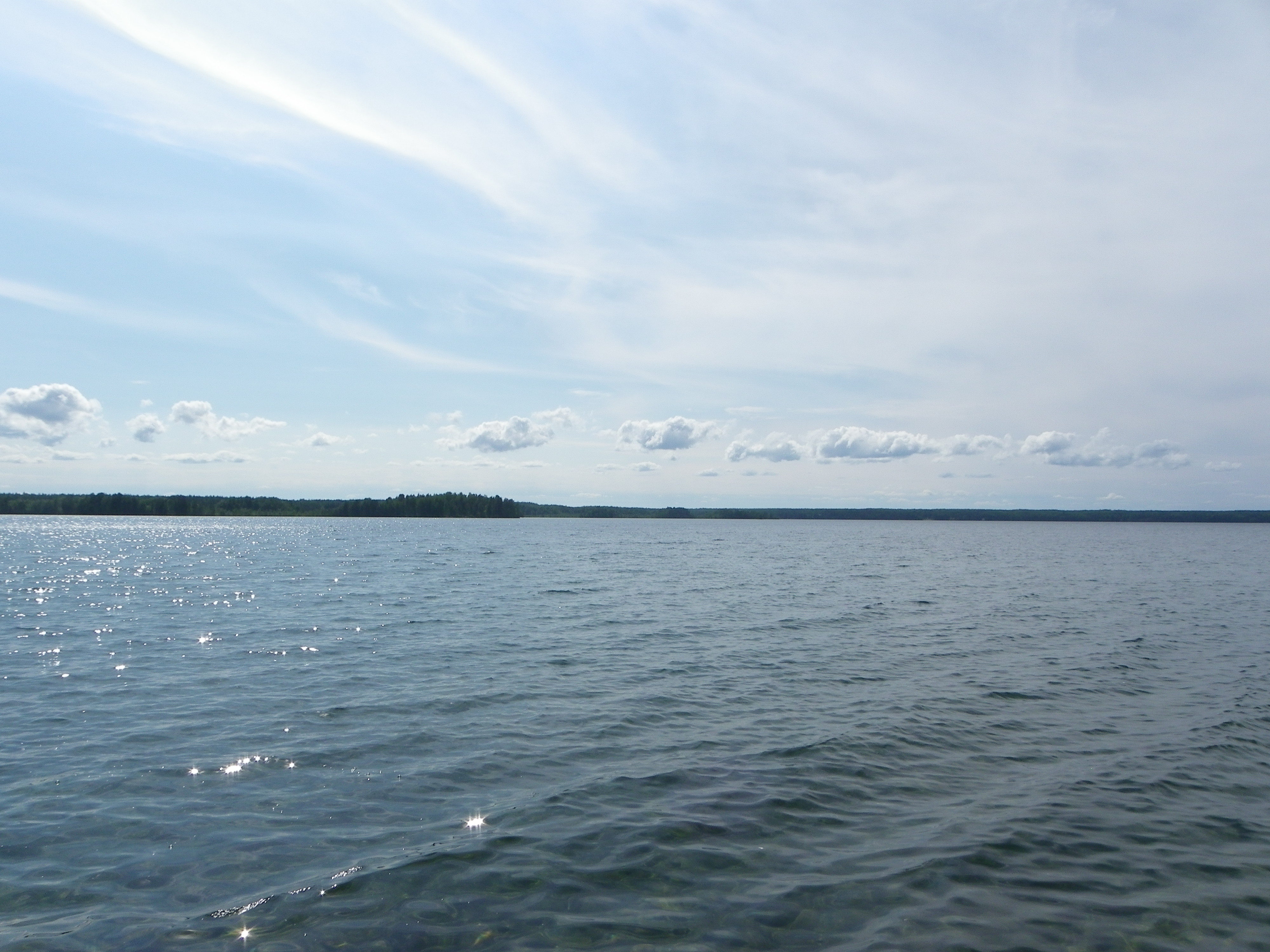

烏爾湖（俄语：Урозеро），是俄羅斯的湖泊，位於該國西北部，由卡累利阿共和國負責管轄，長7公里、寬3.3公里，面積13.4平方公里，海拔高度44米，湖岸線長度21公里，平均水深12米，最大水深35米。